# Brotherella complanata
Brotherella complanata är en bladmossart som beskrevs av Hermann Johann O. Reimers och Kyuichi Sakurai 1931. Brotherella complanata ingår i släktet Brotherella och familjen Sematophyllaceae. Inga underarter finns listade i Catalogue of Life.